# (27909) 1996 TD11
1996 تي دي 11 (ويعرف أيضًا باسم (27909) 1996 تي دي 11 وفق تسمية الكوكب الصغير) (بالإنجليزية: 1996 TD11)‏ هو كويكب ضمن حزام الكويكبات؛ وترتيبه 27909 من حيث الاكتشاف.
اكتُشف هذا الجُرم الفلكي بواسطة Robert Linderholm ‏ في 14 أكتوبر 1996.

## وصلات خارجية
- (27909) 1996 TD11 في قاعدة بيانات مختبر الدفع النفاث لأجرام النظام الشمسي الصغيرة

- الاكتشاف · مخطط المدار ·  العناصر المدارية · المعلمات المادية

- (27909) 1996 TD11 على موقع ويكي سكاي: DSS2, SDSS, GALEX, IRAS, Hydrogen α, X-Ray, Astrophoto, Sky Map, Articles and images